# Калмыцкая лошадь

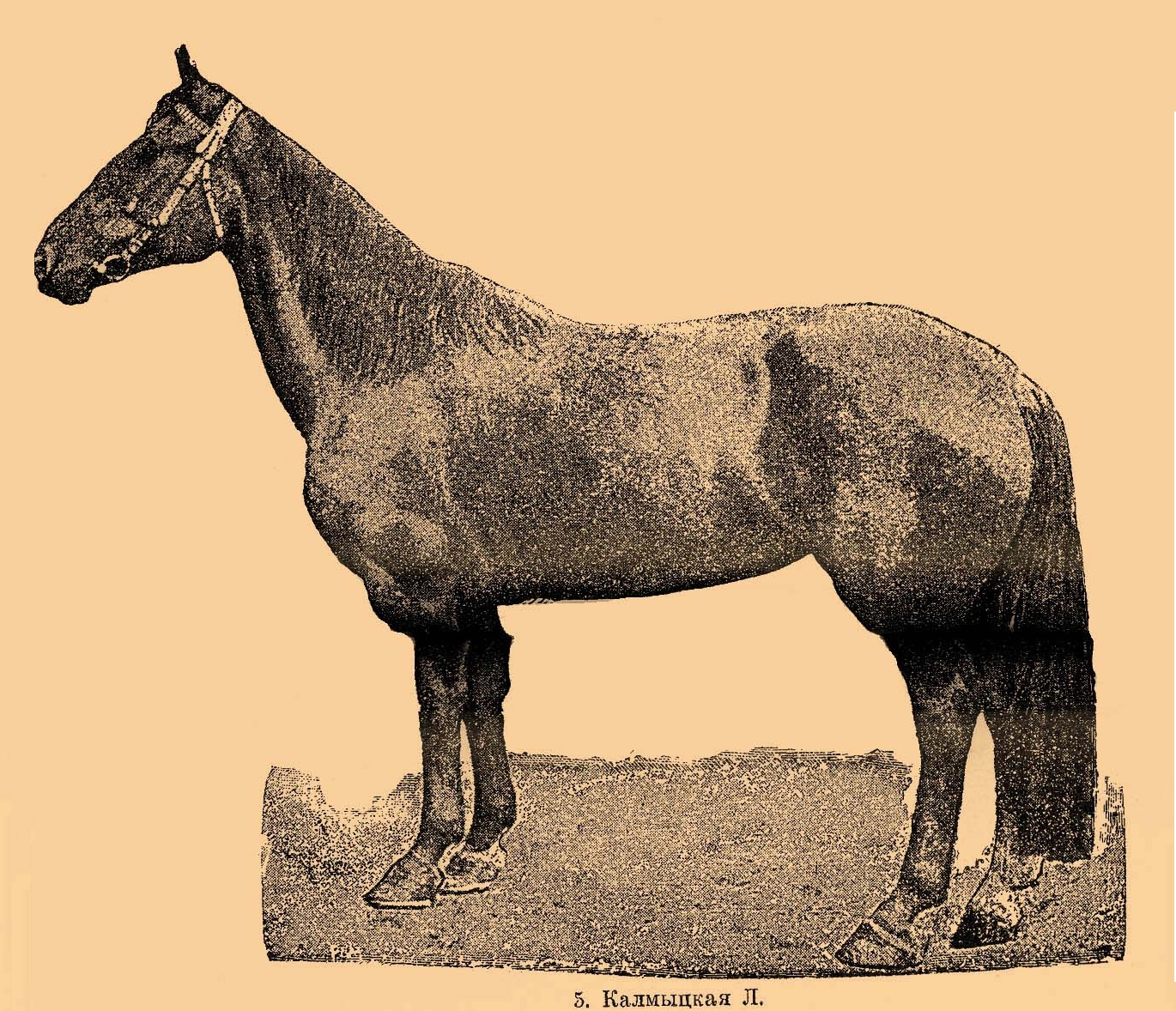
Калмыцкая лошадь

Калмыцкая — порода лошадей, живущих в степных районах к северу и северо-западу от Каспийского моря. Имеет крупную грубую горбоносую голову, сильно развитую нижнюю челюсть, короткую шею с кадыком. Спина прямая, конечности крепкие, с развитыми мышцами. Масть обычно гнедая или бурая всех оттенков. Лошади очень крепки, легки и быстры и, подобно киргизским, способны бежать без отдыха и корма до 100 километров. Число их в XIX веке было не менее полумиллиона.
Родственна киргизской лошади. Происходит от монгольских лошадей, завезённых калмыками при их переселении из Центральной Азии в Прикаспийские степи в начале XVII века. Отличается выносливостью и крепостью, имеет относительно большой рост, поэтому использовалась для кавалерии. В начале 19-го века для улучшения характеристик породы в селе Элиста была открыта заводская конюшня. Однако уже к 1930-м годам характеристики коней породы сильно варьировались (рост в холке от 140 до 160 см) из-за скрещивания с другими породами, а редкие типичные представители имели разные отклонения от эталона. В конце XX века велись работы по восстановлению породы.